# Hino do Ceará
O Hino do estado do Ceará, instituído pelo decreto estadual nº 27 275 como um dos símbolos do estado, foi concebido por intelectuais cearenses em comemoração aos trezentos anos da fundação do Ceará, considerando a vinda dos primeiros portugueses ao território, tendo à frente Pero Coelho de Sousa, ocorrida em 31 de Julho de 1603. Tal data é considerada o marco cronológico mais antigo da história do Ceará.
À ocasião, Barão de Studart foi o presidente da comissão organizadora dos festejos. Alberto Nepomuceno ficou encarregado de compor o Hino, cuja execução ocorreria no evento das comemorações. A letra é de Thomaz Pompeu Lopes Ferreira e a orquestração e regência é do maestro Zacarias Gondim.
Nepomuceno, ao concluir a composição, publicou uma carta ao Barão de Studart na edição de 29 de julho de 1903 do jornal "A República", na qual declarou:
| “ | Com esta, segue copia do hymno, lettra e música, e verá que meu intuito foi escrever um hymno para o povo e para as escolas. Em primeiro logar, é minha opinião que a acceitação por um povo de um canto commemorativo de fatos históricos ou que symbolize aspirações de raças e regimes, depende de um dado momento histórico. Em segundo logar, um canto nestas condições será acceito, ainda quando a educação artística do povo for outra que não a do nosso, ou quando a ethnologia tenha fornecido ao artista compositor os elementos de tal ordem, que o povo acceite o canto como um producto seu. | ” |

O Hino do Ceará foi executado pela primeira vez no dia 31 de julho de 1903 pelo coro de alunas da centenária Escola Normal de Fortaleza (atualmente, Colégio Justiniano de Serpa) e acompanhado pela Banda do Batalhão de Segurança Pública do Ceará, em sessão solene realizada na Assembleia Legislativa do Ceará, conduzida pelo então presidente do estado, Dr. Pedro Augusto Borges.
Em 2003, foi decretada lei estadual instituindo a obrigatoriedade da execução do Hino do Ceará em escolas da rede pública e em solenidades do estado.